# ليونارد كينت
ليونارد كينت (26 ديسمبر 1924 في نيوزيلندا - 17 ديسمبر 2014) (بالإنجليزية: Leonard Kent)‏ هو لاعب كريكت نيوزلندي.

## وصلات خارجية
- ليونارد كينت على موقع إي آس بي آن كريك إنفو (الإنجليزية)